# Wollbachspitze
Wollbachspitze (italienska: Punta di Valle) är en bergstopp på gränsen mellan Italien och Österrike. Toppen på Wollbachspitze är 3 209 meter över havet.
Den högsta punkten i närheten är Hintere Stangenspitze, 3 225 meter över havet, norr om Wollbachspitze. Närmaste större samhälle på Österrikes sida är Mayrhofen, 15,4 km nordväst om Wollbachspitze.
Trakten runt Wollbachspitze består i huvudsak av kala bergstoppar och isformationer.